# فياروبليدو
بلدية فياروبليدو (بالإسبانية: Villarrobledo) هي بلدية تقع في مقاطعة البسيط التابعة لمنطقة كاستيا لا مانتشا وسط إسبانيا.

## الديموغرافيا
بلغ عدد سكان بلدية فياروبليدو 26.485 نسمة عام 2011 (وفقاً للمعهد الوطني الإسباني للإحصاء).
| 22.165 | 22.197 | 23.416 | 24.729 | 25.417 | 26.642 | 26.485 |

## أعلام
- ألفونسو دي لا كروز
- مانويل هيريروس
- كارلوس مورينو غوميز
- ألونسو أورتيز
- أليسيا غونزاليس